# Anopheles maverlius
Anopheles maverlius este o specie de țânțari din genul Anopheles, descrisă de Bianca L. Reinert în anul 1997. Conform Catalogue of Life specia Anopheles maverlius nu are subspecii cunoscute.